# Eurypus infasciata
Eurypus infasciata is een keversoort uit de familie Mycteridae. De wetenschappelijke naam van de soort is voor het eerst geldig gepubliceerd in 1933 door Pic.